# Valerij Samochin
Valerij Borisovyč Samochin (in ucraino Валерій Борисович Самохін?; Zaporižžja, 8 giugno 1947 – Kiev, 27 febbraio 2015) è stato un calciatore sovietico, dal 1991 ucraino, di ruolo portiere.

## Carriera
Con la Dinamo Kiev vinse un campionato e una coppa sovietica nel 1974.

## Palmarès

### Club

#### Competizioni nazionali
- Campionato sovietico: 1

Dinamo Kiev: 1974
- Kubok SSSR: 1

Dinamo Kiev: 1974